# Unicorn (веб-сервер)
Unicorn — свободный веб-сервер, написанный на языке Ruby и предназначенный для запуска Rack-приложений, в том числе написанных на фреймворках Ruby on Rails или Sinatra.
Unicorn может запускаться только под UNIX-подобными ОС (в том числе — Linux, FreeBSD, Mac OS), так как использует fork для создания воркеров. Поддерживает Ruby версии 1.8 и выше, но из-за более дружественного сборщика мусора рекомендуется использовать версии начиная с 2.0. Поддержка jRuby и других альтернативных реализаций Ruby не предусмотрена, в разработке — совместимость с Rubinius.

## Принцип работы
При запуске Unicorn создает множество клонов родительского процесса, каждый из которых используется в качестве однопоточного воркера. Каждый воркер в каждый момент времени обслуживает только одно соединение. После обработки и передачи данных клиенту воркер высвобождается и готов обслуживать следующего. Все воркеры подключаются к одному общему сокету (shared socket) или порту. Таким образом, максимальное количество одновременных обрабатываемых запросов равно числу воркеров.

## Особенности
Главными достоинствами Unicorn являются:
- многопоточность без требования потокобезопасности к коду
- возможность перезапуска с нулевым временем простоя (без остановки обслуживания)
- возможность перезапуска отдельных воркеров
- высокая производительность

К недостаткам можно отнести следствия из принципа одно соединение — один воркер:
- повышенное потребление памяти по сравнению с другими веб-серверами на Руби при аналогичном количестве соединений
- воркеры остаются занятыми пока не отдадут ответ клиенту (что может занимать существенное время при медленном соединении со стороны клиента)
- слабая поддержка веб-сокетов

В реальных конфигурациях серверов с Unicorn распространено использование обратного прокси, чаще всего — nginx. В таких конфигурациях прокси решает проблему занятости воркеров при медленных клиентах, а также настраивается для раздачи статических файлов — изображений, видео, файлов CSS и JavaScript.

## Альтернативы
Существует альтернативная реализация — Rainbows, поддерживающая различные модели многопоточности воркеров.
Ввиду совместимости с Rack, Unicorn взаимозаменяем (при условии соблюдений требований к коду и совместимости с версиями Ruby и ОС) с другими реализациями веб-сервера на Руби: WEBrick, Thin, Puma, Rainbows и так далее.

## Пользователи Unicorn
- Github[5]